# Austrolestes aleison
Austrolestes aleison – gatunek ważki z rodziny pałątkowatych (Lestidae). Występuje w południowo-zachodniej części Australii Zachodniej.